# Свідчення арабських середньовічних географів та істориків про землі Східної Європи
Свідчення арабських середньовічних географів та істориків про землі Східної Європи — відомості про терени Східної Європи (в тому числі й України) в часи раннього середньовічча. 
Зовнішньо-політичні й торговельні контакти халіфату сприяли ознайомленню ісламського світу з теренами Східної Європи. Її географічні контури були окреслені в творах астрономів і географів Абу-л-Фіди, ал-Біруні (973—1048), ал-Хорезмі, ал-Фаргані, ал-Ідрісі. 
Перші згадки про слов’ян давніх (ас-сакаліб) належать до VII—VIII ст. (ал-Ахталь, бл. 640—710), частина з них була узагальнена і доповнена в працях учених ІХ—Х століть ат-Табарі (839—923), ал-Балагурі (помер в 892), ал-Куфі (помер в 926) — оповідь про похід полководця Марвана ібн Мухаммада в глиб володінь Хозарського каганату на Північному Кавказі (737), де він зіткнувся зі слов’янами, які жили по берегах «річки слов’ян». Ал-Якубі (ІХ століття) сповіщає, що в боротьбі з військами арабів горці Кавказу звернулися по допомогу до правителя слов’ян. 
Перші згадки про русів містяться в працях ас-Са’алібі (961— 1038), Ібн Хордадбеха, Ібн ал-Факіха. Крім повідомлень про відвідування купцями-росами Багдада, до нас дійшла серія повідомлень про «острів русів» — у творах Ібн Русте, Гардізі, ал-Мукаддасі. Окрему групу свідчень про русів становить оповідь про три групи (види) русів — ас-Славійа, Куйаба, ал-Арсанія в ал-Істахрі, Ібн Хаукаля, ал-Балхі (Х століття). Проблему локалізації цих груп остаточно не вирішено. Твори ал-Масуді, ас-Сабі, Ібн Ісфендійара, Ібн Міскавейха (помер 1030) оповідають про походи русів на Кавказ і до Каспійського моря в Х—ХІ століттях. 
В Йахії Антіохійського, Абу Шуджи знаходимо повідомлення про хрещення Київської Русі. Серед араб. мандрівників, які залишили описи своїх подорожей по Східної Європі, — Ібрагім ібн-Фадлан, Ібн Й’акуб, ал-Гарнаті. В історичному творі Ібн ал-Асіра (1160—1234) оповідається про західний похід монголів і про битву на Калці. Досягнення арабських географів та істориків знайшли своє продовження в творах перських і турецьких вчених пізнього середньовіччя. 